# Stephan Serin
Stephan Serin (* 17. Mai 1978 in Berlin, eigentlich Stephan Zeisig) ist ein deutscher Autor und Lehrer.
Serin studierte nach dem Abitur in Potsdam und in Pau die Fächer Französisch und Politische Bildung auf Lehramt und ist als Lehrer tätig.
Seit 2000 ist er Mitglied der Berliner Lesebühne Chaussee der Enthusiasten. 2010 erschien sein Buch Föhn mich nicht zu, in dem er auf ironische Weise das Leben und die Nöte eines Referendars beschreibt. Es kam auf Platz 1 auf der Spiegel-Bestsellerliste Taschenbuch -Sachbuch.
Das Nachfolgebuch Musstu wissen, weissdu! Neues aus den Niederungen deutscher Klassenzimmer widmete sich den Schwierigkeiten, mit denen der Erzähler, nunmehr Vertretungslehrer an verschiedenen Berliner Schulen, nach dem Referendariat zu kämpfen hatte.
Im Juni 2014 erschien Serins erster Roman Ziemlich schlechteste Freunde. Er handelt von zwei ungleichen deutschen Studenten, die gemeinsam ein Erasmusjahr in Pau in Südfrankreich verbringen.

## Werke
- mit Andreas Kampa, Dan Richter, Robert Naumann, Jochen Schmidt, Volker Strübing: Chaussee der Enthusiasten - Die schönsten Schriftsteller Berlins erzählen was. Voland & Quist, Dresden u. Leipzig 2005, ISBN 978-3-938424-07-0.
- mit Kirsten Fuchs, Jochen Schmidt, Andreas Kampa, Robert Naumann, Dan Richter: Chaussee der Enthusiasten - Straße ins Glück. Voland & Quist, Dresden / Leipzig 2009, ISBN 978-3-938424-42-1.
- Föhn mich nicht zu. Aus den Niederungen deutscher Klassenzimmer. Mit Illustrationen von Ulrich Scheel, Rowohlt, Reinbek bei Hamburg 2010, ISBN 978-3-499-62670-8[2].
- Musstu wissen, weissdu! Neues aus den Niederungen deutscher Klassenzimmer. Illustriert von Ulrich Scheel, Rowohlt, Reinbek bei Hamburg 2012, ISBN 978-3-499-62813-9[3].
- Ziemlich schlechteste Freunde. Rowohlt, Reinbek bei Hamburg 2014, ISBN 978-3-499-26781-9[4].